# Tilapia (Gattung)
 Tilapia  ist eine Gattung afrikanischer Buntbarsche. Der Gattungsname leitet sich von „thlapi“ ab, einer allgemeinen Bezeichnung für Fisch in den Bantusprachen.
In der biologischen Systematik zu Beginn des 20. Jahrhunderts galt Tilapia als die artenreichste Buntbarschgattung Afrikas. Im Zuge mehrerer Revisionen wurden zunächst die maulbrütenden Arten neuen Gattungen zugeordnet (siehe Oreochromini) und Tilapia auf etwa 40 substratlaichende Arten beschränkt. Anfang 2013 wurden die Untergattungen Coptodon, Heterotilapia und Pelmatolapia zu Gattungen erhoben und Coelotilapia als neue Gattung für Tilapia joka aufgestellt, so dass nur noch vier Arten in der Gattung Tilapia im engeren Sinne verbleiben.

## Arten

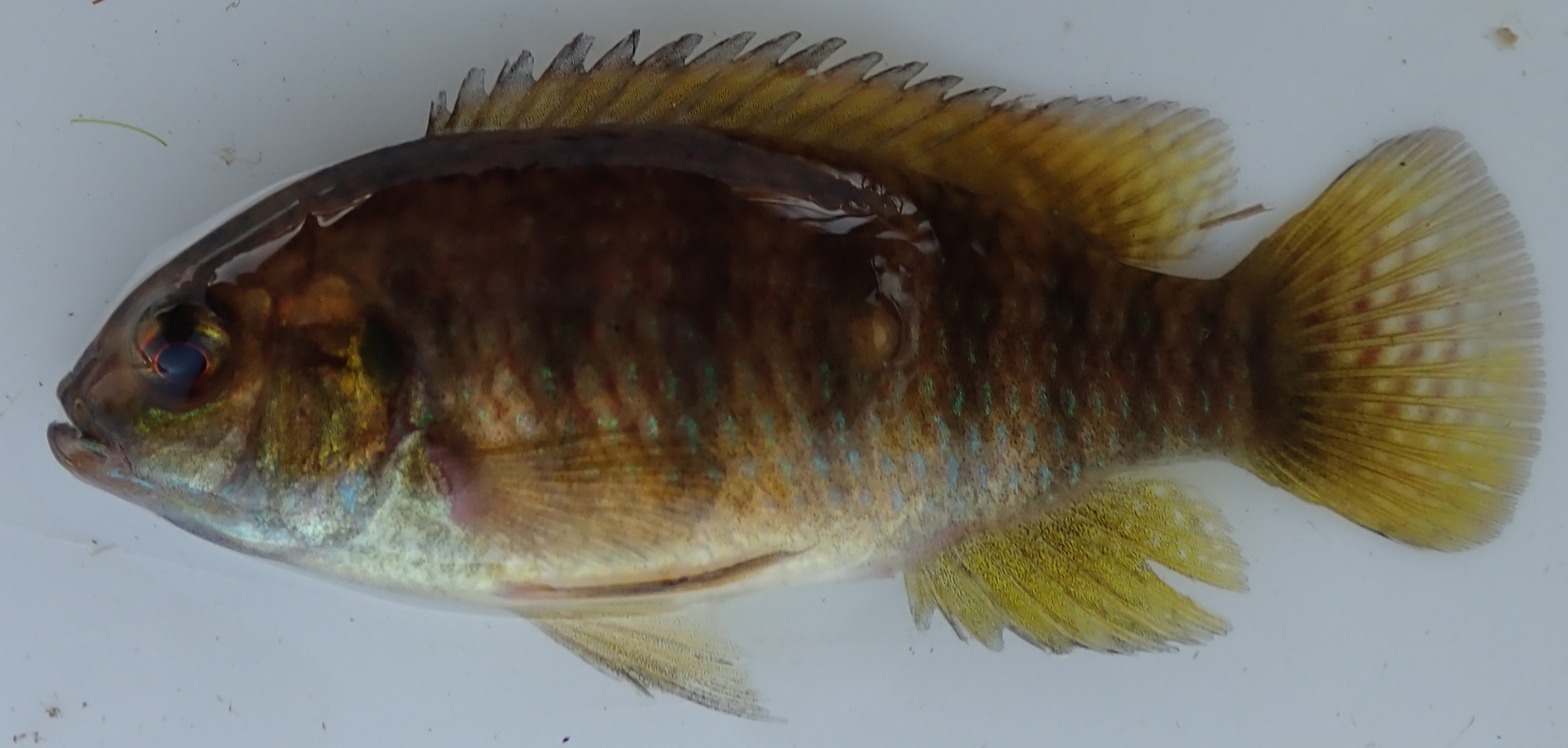
Tilapia ruweti

- Tilapia baloni Trewavas & Stewart, 1975
- Tilapia guinasana Trewavas, 1936
- Tilapia ruweti (Poll & Thys van den Audenaerde, 1965)
- Tilapia sparrmanii Smith, 1840 (Typusart)

Drei weitere Arten, „Tilapia“ busumana (Günther, 1903), „Tilapia“ brevimanus (Boulenger, 1991) und „Tilapia“ pra (Dunz & Schliewen 2010), verbleiben vorläufig in der Gattung, gehören aber zu einer anderen Tribus, den Gobiocichlini und müssen in Zukunft einer neuen, bisher unbeschriebenen Gattung zugeordnet werden.

## Verbreitung
Die Gattung Tilapia (Sensu stricto) kommt im südlichen Kongobecken vom Kwango bis zum Luvua, dem Mwerusee und dem Luapula vor. Im Süden reicht das Verbreitungsgebiet vom Kunene über den Okavango und den Sambesi bis zum Limpopo, im Osten zum Malawisee, zum sambischen Bangweulusee. Das Verbreitungsgebiet umfasst auch den Ngamisee südlich des Okavangodeltas, den Guinassee und Otjikotosee, zwei Karstseen im Norden Namibias und die nördlichen Nebenflüsse des Oranje. Außerdem kommt die Gattung im Süden Gabuns und der Republik Kongo vor.